# Albert Steinrück
Albert Steinrück (né le 20 mai 1872 à Wetterburg et mort le 10 février 1929  à Berlin) est un acteur allemand.

## Biographie
Albert Steinrück est d'abord peintre. Il joue la comédie en autodidacte. Au début des années 1890, il travaille dans des théâtres à Mulhouse, Breslau et Hanovre puis en 1901 à Berlin. En 1906, il intègre l'ensemble du Deutsches Theater dirigé par Max Reinhardt. De 1908 à 1920, il fait partie du Théâtre national de Munich. Dans les années 1920, il est de nouveau engagé dans divers théâtres à Berlin.
En 1919, Steinrück entame une carrière au cinéma. Le plus souvent, il interprète les rôles de pères cruels.
Steinrück meurt pendant les répétitions de Kreuzabnahme d'Ehm Welk à la Volksbühne Berlin, où il devait incarner Léon Tolstoï à la fin de sa vie.
Albert Steinrück fait un premier mariage avec Elizabeth Gussmann, la belle-sœur d'Arthur Schnitzler. Dans un deuxième, il épouse la fille du peintre Alfred Sohn-Rethel dont les frères sont le philosophe Alfred Sohn-Rethel et le peintre Hans-Joachim Sohn-Rethel.
Steinrück reste un peintre passionné lors de ses loisirs. À sa mort, certaines œuvres sont vendues lors de l'exposition hommage au Konzerthaus de Berlin organisée par Heinrich George.

## Filmographie
- 1919 : Das Mädchen aus der Ackerstraße
- 1920 : L'Alcade de Zalamea (de)
- 1920 : Le Golem
- 1920 : Die Schuld der Lavinia Morland
- 1921 : Der Leidensweg der Inge Krafft
- 1921 : Das Blut
- 1921 : Die Nacht ohne Morgen
- 1921 : Die Geierwally
- 1921 : Sappho
- 1921 : Der Todesreigen
- 1922 : Fridericus Rex
- 1922 : Monna Vanna
- 1923 : Le Trésor
- 1923 : Der Kaufmann von Venedig
- 1923 : Der Wetterwart
- 1924 : Hélène de Troie
- 1924 : Das Haus am Meer
- 1924 : Das goldene Kalb
- 1924 : Dekameron-Nächte
- 1925 : Le Canard sauvage
- 1926 : Überflüssige Menschen
- 1926 : Die Sporck'schen Jäger
- 1926 : Die elf Schill'schen Offiziere
- 1926 : Brennende Grenze
- 1927 : Au bout du monde
- 1927 : Das Frauenhaus von Rio
- 1928 : Schinderhannes
- 1928 : Kinderseelen klagen euch an
- 1928 : Das letzte Fort
- 1928 : Le Cercle rouge
- 1929 : Asphalte
- 1929 : Fräulein Else

## Source de la traduction
- (de) Cet article est partiellement ou en totalité issu de l’article de Wikipédia en allemand intitulé « Albert Steinrück » (voir la liste des auteurs).